# Was Frauen träumen
Was Frauen träumen ist eine deutsche Filmkomödie aus dem Jahre 1933 von Géza von Bolváry mit Nora Gregor und Gustav Fröhlich in den Hauptrollen. Am Drehbuch war Billy Wilder beteiligt.

## Handlung
Die elegante Sängerin Rina Korff ist eine ausgefuchste Diebin, die junge Tänzerin hat schon ganz Europa bereist, und immer wieder zieht es sie vor oder nach ihren Auftritten magisch in ausgesuchte Juweliergeschäfte, wo sie regelmäßig lange Finger macht, ohne dabei geschnappt zu werden. Nachdem sie wieder einmal einen ihrer ungebetenen Besuche abgestattet hat und diesmal ein besonders schöner Edelstein fehlt, betritt ein sehr vermögend wirkender Herr das Geschäft, der sich Levassor nennt. Gern ist dieser bereit, den entstandenen Schaden zu bezahlen. Er behauptet, dass besagte Dame ja lediglich etwas für sich ausgesucht und bereits mitgenommen habe, was er, Levassor, ihr als Geschenk versprochen habe und anschließend auch bezahlen werde. Dieses seltsame Konstrukt, das Levassor bislang bei jedem Diebstahl Rinas angewendet hatte, so dass noch nie einer der Juweliere wirklich Schaden genommen hat, hilft der jungen Dame auch nicht weiter, denn der Juwelier hat längst die Polizei alarmiert, und die kommt in Gestalt der Kripobeamten Füssli und Kleinsilber. Sie wollen unbedingt jener Diebin habhaft werden. Ein im Juweliergeschäft zurückgelassener parfümierter Handschuh bringt die beiden Kommissare auf Rinas Spur.
Walter König, seines Zeichens Angestellter einer Parfümerie, der mit einer ausgesprochen feinen Nase ausgestattet ist, identifiziert den dem Handschuh anhaftenden exklusiven Duft, der in seinem Geschäft unter dem Signum „Was Frauen träumen“ angeboten wird. Die dazu gehörige Kundin würde im noblen Atlantic-Hotel residieren. Nachdem König den entscheidenden Tipp gegeben hat, besinnt er sich eines Besseren, denn er beginnt, sich für die räuberische Dame zu interessieren, und will der im Pavillon des Hotels als Tänzerin auftretenden Rina sogar zur Flucht verhelfen. Rina Korff ist gegenüber den Avancen des kultivierten jungen Parfumeurs nicht abgeneigt und lässt sich von ihm in den nächsten Zug setzen, der die Stadt verlässt. Umso erstaunter ist König, dass er wenig später Rina in seiner eigenen Wohnung wieder findet, wo sich die Diebin, nachdem sie ihm den Haustürschlüssel entwendet hatte, uneingeladen einquartiert hat. Wäre das nicht schon dreist genug, so erweist sich diese Idee auch aus einem anderen Grund als nicht sonderlich klug. Denn Königs Wohnungsnachbar ist ausgerechnet Kriminalkommissar Otto Füssli.
Von Rina erfährt Walter, dass diese nicht einfach eine gemeine Diebin sei, sondern an Kleptomanie leiden würde. Zu gern würde Rina, so behauptet sie zumindest, von diesem Leiden geheilt werden. König kontaktiert Rinas großen Gönner Levassor, der sich als ein gewisser John Constaninescu herausstellt und ein Hochstapler reinsten Wassers ist. König macht ihm ein Angebot: Wenn er, Walter, die junge Frau von ihrer Sucht nach Diebestouren befreien könne, solle Constantinescu sie gehen lassen; anderenfalls würde er Rina zu Constaninescu zurückkehren lassen. Levassor / Constantinescu, der seinen Nebenbuhler unbedingt loswerden möchte, da er Rina ganz für sich haben möchte, versucht daraufhin, Rina Korff auch zukünftig zum Stehlen zu verleiten. Doch schließlich siegt die Liebe über die Langfingerei. König gibt der Polizei einen Tipp, und der Hochstapler wird verhaftet. Jetzt kann das junge Glück eine gemeinsame Zukunft beginnen.

## Produktionsnotizen
Was Frauen träumen wurde von Mitte Januar bis Mitte Februar 1933 gedreht und zunächst am 18. März 1933 verboten. Die deutsche Erstaufführung fand schließlich am (je nach Quelle) 18. oder 20. April 1933 in zwei Berliner Lichtspieltheatern statt. Bereits am 16. März 1933 soll der Film in Ungarn angelaufen sein.
Produzent Julius Haimann übernahm auch die Produktionsleitung. Die Filmbauten schufen Emil Hasler und Willy Schiller. Die Aufnahmeleitung lag in den Händen von Fritz Brunn, der Ton bei Fritz Seeger. Robert Stolz übernahm auch die musikalische Leitung; die Liedtexte zur Stolzens Komposition schrieb Robert Gilbert.
Ein Jahr nach Was Frauen träumen wurde dieser Film in Hollywood unter dem Titel One Exciting Adventure neu verfilmt.

## Musiktitel
Folgende Musiktitel werden gespielt:
- Der Weg zu Dir ist nie weit
- Ja, die Polizei, die hat die schönsten Männer

Diese Titel wurden im Alrobi-Musikverlag veröffentlicht. Es spielt das Orchester Oskar Joost.

## Wissenswertes
Was Frauen träumen gilt, obwohl in den ersten Wochen des „Dritten Reichs“ gedreht, als einer der letzten Filme der Weimarer Republik. Für die Frühzeit des NS-Staates, als Goebbels’ neue Filmpolitik noch nicht die deutsche Filmwirtschaft in all ihren Verästelungen durchdrungen hatte, nicht ganz untypisch, waren an dieser Produktion noch eine Fülle jüdischer Künstler beteiligt. Für die meisten von ihnen war Was Frauen träumen ihr letzter Film in Deutschland, bevor sie den Weg in die Emigration gingen:
- Julius Haimann (Filmproduzent)
- Franz Schulz und Billie Wilder (Drehbuchautoren)
- Willy Goldberger (Kameramann)
- Otto Wallburg, Peter Lorre, Kurt Lilien (Nebendarsteller)

Hauptdarstellerin Nora Gregor kehrte zwar nach den Dreharbeiten ebenfalls Deutschland für immer den Rücken zu, war jedoch keine Jüdin.

## Kritik
„Mit … Was Frauen träumen hat Regisseur Geza von Bolvary einen höchst reizvollen Film voll origineller Regieeinfälle geschaffen. Die Darsteller ... geben ausgezeichnete Leistungen.“

„Nora Gregors bester Film in deutscher Sprache, in Szene gesetzt vom Unterhaltungsregisseur Géza von Bolvary, gibt ihr endlich einmal den Raum, ihre Talente voll auszuspielen. In der Rolle der distinguierten Meisterdiebin verkörpert sie eine entwaffnende Frau – sei es im eleganten Abendkleid, im Männermorgenrock oder in Dienstmädchenuniform –, die den Männern ihrer Umgebung stets einen Schritt voraus ist. Durch die umständliche Entlarvung des Schurken, die natürlich Männersache ist, verliert der Film zum Showdown hin ein wenig an Tempo. Nora Gregor überzeugt gleichwohl, nicht zuletzt in den von Robert Stolz komponierten Gesangsnummern – unter ihnen ein unvergessliches Duett mit Peter Lorre.“